# ソマリランドの国章
ソマリランドの国章（ソマリランドのこくしょう）は、1996年10月14日にソマリランドの国旗と同時に、ソマリランド国会に承認された国章である。ソマリランド共和国憲法第7条第2項で規定されている。ソマリランド共和国は1991年5月18日に独立宣言を行って以来、他の国家及び国際機関の承認を受けていない。

## 意匠
この紋章はソマリ人の正義を象徴する平衡を保った天秤、民主主義を象徴する天秤の中央に据えられたコーヒー色の隼、天秤の下に配されているソマリランド国民間における平等と自由とを象徴する2つの結んだ人間の手、周囲を取り囲むソマリランド国民間の平和を象徴するオリーブの葉、輝かしく美しいソマリランドの文化とソマリランド国民を象徴する黄色の背景で構成されている。またアラビア語でバスマラ（ビスミッラー、Bismillah、アラビア語:  بسم الله الرحمن الرحيم ）が書かれている。これは「慈悲深く慈愛あまねき神の御名において」を意味する定型句であり、ソマリランドで国教として信仰されているイスラム教を象徴している。
ソマリランドの国章は、2001年5月31日に制定されたソマリランド共和国憲法の第7条・「国旗国章及び国歌」の第2項で、「第2項 国の紋章は胸にアラビア語の「アラーは偉大なり（アッラーフ・アクバル、アラビア語: الله أكبر）」を配したコーヒー色のファルコン、その下には2つの結んだ手、及びその上に天秤を懸ける。隼（及び天秤・手）の周囲には下部で絡み合った2つの緑の葉で囲うものとする。またアラビア語のビスミッラーを2つの葉が離れたところに置くものとする」と規定されている。ただし、後に「アッラーフ・アクバル」の文字は特に理由を提示されずに除かれている。またビスミッラーの色は茶色または赤色が使われている。

## 過去の紋章

英領ソマリランドの最初の紋章（1903年 - 1950年）

### 1903年から1950年までの紋章
イギリスが1903年にソマリランドを占領した際に、イギリスはソマリランドをイギリス帝国の保護領とした。この際にイギリス政府はこの保護領の紋章を制定した。この紋章は白い円盤の中にソマリランドに生息する羚羊の一種、クーズーを配置したものになっている。この紋章は英領ソマリランドの旗の意匠にも用いられていた。

### 1950年から1960年までの紋章

1950年以降使用された英領ソマリランドの紋章

1950年に、英領ソマリランドの紋章には、以前のものと比べてはるかに複雑なものが採用された。垂直に分割された古フランス式のエスカッシャン（盾形の紋章）は左を緑色、右を青色に彩色され、上部はチーフ（盾の上部）としてソマリ人の使う円形の盾の後ろに穂先を下にしてX形に交叉した槍が配置され、その背景は黄色で表された。左側に配置された緑色の部分は白いミナレットが描かれ、右側に配置された青い部分には上方に波の上で航行するダウ船、下方に金色の錨が描かれている。クレストとして盾の上辺へその角の間に王冠が置かれたクーズーの頭部が置かれた。
英領ソマリランドは、1960年6月26日にソマリランド民族連盟によってソマリランド国として独立すると、同年7月1日にソマリ青年同盟によって独立したイタリア信託統治領ソマリアに統合され、ソマリア共和国の一部となった。この際に英領時代の紋章は使用されなくなったが、旧英領地域は1969年にクーデターで実権を握ったモハメド・シアド・バーレを1991年に放逐した後に再独立を宣言し、新しい国章が1996年に制定され、現在に至っている。